# Brexia decurrens
Brexia decurrens är en benvedsväxtart som beskrevs av Henri Perrier de la Bâthie. Brexia decurrens ingår i släktet Brexia och familjen Celastraceae. Inga underarter finns listade.